# 亚历山大·博罗代
亚历山大·尤里耶维奇·博罗代（俄語：Александр Юрьевич Бородай，發音：[ɐlʲɪkˈsandr ˈjʉrʲjɪvʲɪdʑ bərɐˈdaj]；1972年7月25日—），俄罗斯政治家，2014年5月至8月曾任顿涅茨克人民共和国总理。在2021年俄羅斯國家杜馬選舉中，当选为統一俄羅斯黨的国家杜马。